# Reli
Reli (još i rally od engl. rally racing / rallying) je športsko višeetapno natjecanje automobila, kamiona ili motocikala sa zadanim prosječnim brzinama. Natjecanja se održavaju u više kategorija, a sudionici se natječu s vozilima posebno pripremljenim za tu svrhu. Prvi reli s ciljem održan je u Monte Carlu 1911.
Još se, ponekad, točnije naziva etapni reli (engl. stage rally) jer postoji i cestovni reli (engl. road rally) koji je amaterski šport.
Naziv reli sadrže još četiri discipline automobilskog športa: ocjenski auto reli (OAR) (engl. regularity rally), ocjensko spretnosne vožnje (OSV) (engl. time-speed-distance (TSD) rally) i relikros (eng. rallycross) te terenska vozila (eng. rally raid / cross-country rallying).
Prvu posadu koja je završila reli Dakar činili su: Zvonimir Martinčević i suvozač-navigator Marin Frčko 2005.

## Pravila natjecanja
Ekipa se sastoji od dva natjecatelja: vozač i navigator, koji se mogu izmjenjivati. Ekipe počinju utrku pojedinačno s određenim vremenskim razmakom (najčešće jedna minuta). Na stazi postoji više kontrolnih točaka na koje trebaju stići u zadanom vremenu, a u slučaju kašnjenja dobivaju kaznene bodove. Osim etapa s prosječnim brzinama, u ukupnom poretku boduju se i rezultati posebnih ispita kao što su brzinska vožnja, brdska vožnja, ispit kočenja i druga. Kašnjenje i kazneni bodovi u jednoj etapi ne mogu se nadoknađivati bržim vožnjama u drugim etapama utrke.

## Natjecanja
Najpoznatije reli natjecanje je Svjetsko prvenstvo u reliju (eng. World Rally Championship) u organizaciji Međunarodne automobilističke federacije koje se održava u više zemalja od 1973. Poznati su Camel Trophy, Reli u Monte Carlu i dr.
Reli u Hrvatskoj
- WRC Hrvatska održao se prvi put 2021. Osim toga, najpoznatije natjecanje u Hrvatskoj je INA Delta Rally (Croatia Delta Rally), utemeljeno 1974.[5]
- Croatia rally, Rijeka
- Istarski rally (od 1968. do ?)
- Jadranski rally (od 1952. do 1968.)[3]
- Martinski rally, Dugo Selo
- Nagrada Tar-Vabriga[6]
- Nagrada Višnjana (automobilizam)[6]
- Rally Due castelli[6]
- Rally Kumrovec (od 2012.), začet kao nastavak tradicije imena[7]
- Rally Novi Vinodolski
- Rally Opatija (od 1992.)
- Rally Poreč (od 1999.)
- Rally Saturnus
- Rally Sesvete (od 1976.)
- Rally Show Santa Domenica (od 2010.)
- Rijeka Rally Ronde, Grobnik, poseban tip motociklističke utrke koji se održava pod talijanskim pokroviteljstvom[8]
- Dinaric Rally (od 2020.) Cross Country rally u Dinaridima. Od 2022 boduje se za FIM Europe TT Rally kup.

Ženski reliji
- Inin međunarodni ženski auto rally (1969. do 1987.)[9]
- Opatijski ženski rally[10]
- Riječki ženski rally
- Splitski ženski rally

1999. godina je posljednja godina kada su se u Hrvatskoj kao samostalna disciplina održavala ženska rally natjecanja.